# Офтершванг
Офтершванг (нім. Ofterschwang) — громада в Німеччині, знаходиться в землі Баварія. Підпорядковується адміністративному округу Швабія. Входить до складу району Оберальгой. Складова частина об'єднання громад Гернергруппе.
Площа — 19,54 км2. Населення становить 2058 ос. (станом на 31 грудня 2020).